# Кукутень (коммуна)
Кукуте́нь (Кукутени, рум. Cucuteni) — коммуна в Румынии, в жудеце Яссы, в регионе Западная Молдавия. Административный центр — село Кукутень, в 8 километрах к северо-западу от города Тыргу-Фрумос в 55 километрах к северо-западу от города Яссы и в 325 километрах к северу от Бухареста. На территории коммуны протекает одноимённая река, правый приток реки Бахлуец. Население 1244 человека по переписи 2011 года. Плотность 44 человека на квадратный километр. Площадь 28,22 квадратных километра (2822 гектаров), из которых 2373 гектаров сельскохозяйственных угодий, 449 гектаров несельскохозяйственных угодий. 1510 гектаров — пахотные земли. В 1884 году коммуна называлась Бэйчени (Băiceni) и её площадь составляла 5032 гектаров.
В коммуну входят сёла: Кукутень (517 чел.), Бэйчени (300 чел.), Сакарешти (237 чел.) и Бэрбэтешти (Яссы) (190 чел.).
В окрестностях села Кукутень в конце XIX века было исследовано поселение энеолита — бронзового века. Древнее поселение открыто фольклористом Теодором Бурада в 1884 году. Раскопки проводил в 1887—1887 гг. Григоре Буцуряну (Grigore Buțureanu, 1855—1907). В 1909—1910 гг. работы проводил немецкий учёный Губерт Шмидт. На основе материалов Кукутени и других памятников была выделена археологическая культура, получившая название культура Кукутень (ок. 4600—3500 до н. э.) и входящая в археологическую общность (область) культура Триполье-Кукутень.
Село Бэйчени упоминается в акте Пётра III Арона от 25 августа 1454 года.
В коммуне находятся четыре церкви, два прихода и скит, который принадлежит монастырю Секу в коммуне Пипириг в жудеце Нямц. Две церкви из них munumente исторические – церковь в селе Baiceni построен в 1581 и в селе Кукутень – Основана Штефана великого и Святого. Еще со времен Штефана великого и Святого, в черте коммуны Кукутень огромных площадях виноградников и, соответственно, на холме ХОЛМ, и более 500 га леса. В настоящее время только 130 га виноградников и 290 га леса.
Памятниками архитектуры являются деревянная церковь 1808 года в Бэйчени, Архангельская церковь (Biserica „Sf. Voievozi”) 1804 года в Кукутени и дом семьи Кантакузенов (Casele familiei Cantacuzino) XVII—XVIII	вв. в Кукутени.
На окраине села Кукутень на холме Госан (Gosan) построен в 1984 году Музей археологического памятника Кукутень, который входит в Национальный музейный комплекс «Молдова». 10 тысяч гектаров коммуны являются Археологическим заповедником «Кукутень» (Rezervaţia arheologică Cucuteni).
В прошлом огромную площадь в коммуне занимали виноградники и 500 гектаров — лес, в настоящее время сохранилось только 130 гектаров виноградников и 290 гектаров леса.